# برايان جيمس
برايان جيمس (بالإنجليزية: Brian d'Arcy James)‏ (و. 1968 – م) هو موسيقي، وممثل، وممثل مسرحي، وممثل تلفزيوني، من الولايات المتحدة الأمريكية، ولد في ساغيناو.

## التعليم
تعلم في جامعة نورث وسترن.

## وصلات خارجية
- برايان جيمس على موقع IMDb (الإنجليزية)
- برايان جيمس على موقع ألو سيني (الفرنسية)
- برايان جيمس على موقع ميوزك برينز (الإنجليزية)
- برايان جيمس على موقع أول موفي (الإنجليزية)
- برايان جيمس على موقع أول موفي (الإنجليزية)
- برايان جيمس على موقع قاعدة بيانات برودواي على الإنترنت (الإنجليزية)
- برايان جيمس على موقع قاعدة بيانات الأفلام السويدية (السويدية)
- برايان جيمس على موقع ديسكوغز (الإنجليزية)
- برايان جيمس على موقع قاعدة بيانات الفيلم (الإنجليزية)
- برايان جيمس على موقع كينوبويسك (الروسية)